# Colonia Santa Rosita
Colonia Santa Rosita är en ort i Mexiko.   Den ligger i kommunen Heroica Ciudad de Juchitán de Zaragoza och delstaten Oaxaca, i den sydöstra delen av landet, 600 km sydost om huvudstaden Mexico City. Colonia Santa Rosita ligger 15 meter över havet och antalet invånare är 151.
Terrängen runt Colonia Santa Rosita är platt. Havet är nära Colonia Santa Rosita österut. Runt Colonia Santa Rosita är det ganska tätbefolkat, med 124 invånare per kvadratkilometer. Närmaste större samhälle är Salina Cruz, 16,9 km sydväst om Colonia Santa Rosita. Trakten runt Colonia Santa Rosita består till största delen av jordbruksmark.